# Classix Nouveaux
Classix Nouveaux bivši je britanski novovalni sastav osnovan 1979.
Classix je imao uspješnice u Poljskoj, Portugalu, Jugoslaviji, Izraelu, Islandu i drugim državama. U Ujedinjenom Kraljevstvu imali su nekoliko pjesama na top 50 ljestvici ali samo jednu među 20 najboljih pjesama, sa singlom  ”Is It A Dream”. 
Raspadom sastava ”X-Ray Spex”, nekoliko bivših članova (Jak Airport i BP Hurding) osnivaju novi sastav Classix Nouveaux zajedno s Mikom Sweeneyom i pjevačem Sal Solom (prije je bio član sastava ”The News”). Prvi nastup bio je 25. kolovoza 1979. na Camden Palace. S javnim nastupima rasla je popularnost sastava, a njihova dramatična i složena glazba svrstana je u žanr novog romantizma, zajedno sa sastavima poput Japana i Ultravoxa. 
Tijekom 1980. sastav je snimio četiri pjesme za Capital Radio a jednu skladbu, Robotar Dance, redovito je puštao DJ Nicky Horne. A & R u United Artists bili su u pregovorima s Classix Nouveauxom, no pošto su ti pregovori dugo trajali Classix odlučuje sami objaviti svoje skladbe. ”Robotar Dance” je objavljen 29. kolovoza i prikazivan je na londonskim televizijama. Skladba Robotar Dance je bila 11 tjedana na ljestvici dostigavši 22. mjesto, i postavši popularna plesna pjesma. Drugi sing ”Nasty Little Green Men” objavljen je 10 studenog 1980.
Sastav se raspao 1985.

## Vanjske poveznice
- Službena stranica
- Classic Nouveaux na allmusic.com
- Diskografija na Discogs